# Cortyta tamsi
Cortyta tamsi là một loài bướm đêm trong họ Erebidae.